# JModelica.org
JModelica.org یک پلتفرم نرم افزار تجاری مبتنی بر زبان مدل سازی Modelica برای مدل سازی، شبیه سازی، بهینه سازی و تجزیه و تحلیل سیستم های پویا پیچیده است.  این پلتفرم توسط Modelon AB با همکاری موسسات دانشگاهی و صنعتی، به ویژه دانشگاه لوند و مرکز کنترل سیستم‌های پیچیده لوند (LCCC) نگهداری و توسعه می‌یابد.  این پلت فرم در پروژه های صنعتی با کاربرد در رباتیک،  سیستم های خودرو،  سیستم های انرژی،  جداسازی CO2
```
 
[
۶
]
 و تولید 
پلی اتیلن
 استفاده شده است. 
[
۷
]
```

### اجزای اصلی پلتفرم عبارتند از:
- یک کامپایلر Modelica برای ترجمه کد منبع Modelica به کد C یا XML. کامپایلر همچنین مدل هایی مطابق با استاندارد Functional Mock-up Interface تولید می کند.
- بسته پایتون برای شبیه سازی مدل های پویا، Assimulo. Assimulo رابط‌هایی را برای چندین ادغام‌کننده پیشرفته فراهم می‌کند و به عنوان یک موتور شبیه‌سازی در JModelica.org استفاده می‌شود.
- الگوریتم‌های حل مسائل بهینه‌سازی دینامیکی در مقیاس بزرگ با پیاده‌سازی روش‌های هم‌آهنگی محلی بر روی عناصر محدود و روش‌های هم‌یابی شبه طیفی .
- یک بسته پایتون برای تعامل با کاربر. همه بخش‌های پلتفرم از پایتون قابل دسترسی هستند، از جمله کامپایل و بارگذاری مدل‌ها، شبیه‌سازی و بهینه‌سازی.

JModelica.org از زبان مدل سازی Modelica برای مدل سازی سیستم های فیزیکی پشتیبانی می کند. Modelica توضیحات سطح بالایی از سیستم های دینامیکی ترکیبی ارائه می دهد که به عنوان مبنایی برای انواع مختلف محاسبات در JModelica.org از جمله شبیه سازی، تجزیه و تحلیل حساسیت و بهینه سازی استفاده می شود.
مسائل بهینه سازی پویا، از جمله کنترل بهینه ، بهینه سازی مسیر ، بهینه سازی پارامتر و کالیبراسیون مدل را می توان با استفاده از JModelica.org فرموله و حل کرد. پسوند Optimica  فرمول‌بندی سطح بالا مسائل بهینه‌سازی پویا را بر اساس مدل‌های Modelica امکان‌پذیر می‌سازد. پروژه mintOC  تعدادی از مشکلات معیار کدگذاری شده در Optimica را فراهم می کند.
این پلتفرم رابط های باز را برای ادغام با بسته های عددی ترویج می کند. مجموعه یکپارچه‌ساز ساعت‌های آفتابی  ODE/DAE، حل‌کننده NLP IPOPT و بسته AD CasADi نمونه‌هایی از بسته‌هایی هستند که در پلتفرم JModelica.org ادغام شده‌اند.
JModelica.org با استاندارد Functional Mock-up Interface (FMI) مطابقت دارد و Functional Mock-up Units (FMUs) که توسط JModelica.org یا ابزار سازگار با FMI دیگری تولید می شود، می تواند در محیط پایتون شبیه سازی شود.
یک مقایسه مستقل بین JModelica.org و سیستم های بهینه سازی ACADO Toolkit،  IPOPT و CppAD، در گزارش نرم افزار منبع باز برای بهینه سازی محدود غیرخطی سیستم های پویا ارائه شده است. 
پلاگین Eclipse برای ویرایش کد منبع Modelica متوقف شده است.
در 18 دسامبر 2019، Modelon تصمیم گرفت کد منبع JModelica.org را از منبع باز به منبع بسته منتقل کند. آخرین نسخه منبع باز در صورت درخواست برای دانلود در دسترس است. Assimulo، PyFMI و FMI Library اکنون در GitHub هستند. 